# Idyella exigua
Idyella exigua är en kräftdjursart som beskrevs av Georg Ossian Sars 1905. Idyella exigua ingår i släktet Idyella och familjen Tisbidae. Arten är reproducerande i Sverige. Inga underarter finns listade i Catalogue of Life.